# Medetera prjachinae
Medetera prjachinae är en tvåvingeart som beskrevs av Negrobov och Stackelberg 1974. Medetera prjachinae ingår i släktet Medetera och familjen styltflugor. Arten är reproducerande i Sverige. Inga underarter finns listade i Catalogue of Life.